# Pararuellia
- Commons
- Wikispecies

Pararuellia Bremek., segundo o Sistema APG II, é um género botânico pertencente à família Acanthaceae, natural da Malásia.

## Sinonímia
- Ruellia L.

## Espécies
| - Pararuellia cavaleriei - Pararuellia delavayana - Pararuellia drymophila - Pararuellia flagelliformis - Pararuellia hainanensis | - Pararuellia lowei - Pararuellia napifera - Pararuellia nudispica - Pararuellia poilanei - Pararuellia sumatrensis |

- «Lista das espécies»

## Nome e referências
Pararuellia Bremekamp, 1948

## Classificação do gênero
| Sistema | Classificação                       | Referência            |
| ------- | ----------------------------------- | --------------------- |
| APG II  | Ordem Lamiales, família Acanthaceae | APweb, versão 9, 2008 |